# Museo etnografico di Poltava
Il museo etnografico di Poltava (in ucraino Полтавський краєзнавчий музей, traslitterazione Poltavskij krajeznavčyj muzej), è un museo etnografico con sede a Poltava, in Ucraina, fondato nel 1891; è una delle più grandi collezioni di reperti storici, archeologici, etnografici e culturali riguardanti la zona di Poltava.

## Storia del museo

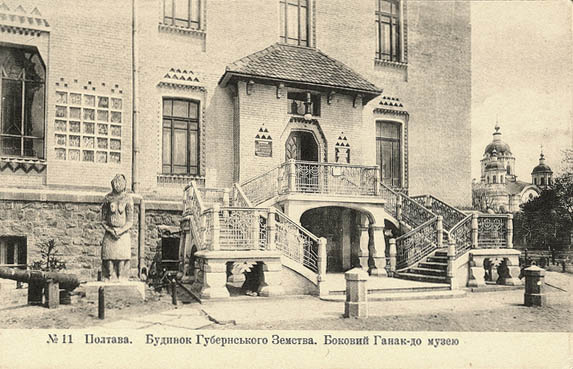
L'ingresso principale, inizio del XX secolo

Il museo venne creato nel 1891 per iniziativa dello scienziato Vasyl' Dokučajev, che negli anni che vanno dal 1888 al 1892 effettuava ricerche sul suolo di Poltava, che si offrì di fondare un museo.
Nella collezione sono presenti numerosi campioni di suolo (circa quattromila), campioni di roccia (circa 500) e un erbario con circa 800 foglie provenienti dalle spedizioni di Dokučajev.
Inizialmente l'esposizione occupava tre stanze della dépendance dello zemstvo, in seguito (nel 1908) venne spostato al secondo piano della nuova sede dello zemstvo.